# Distretto di Iakora
Il distretto di Iakora è un distretto del Madagascar situato nella regione di Ihorombe. Ha per capoluogo la città di Iakora.
La popolazione del distretto è di 47 764 abitanti (censimento 2011).